# Make of Two Hearts
Make of Two Hearts is de zestiende aflevering van het eerste seizoen van de televisieserie ER, die voor het eerst werd uitgezonden op 9 februari 1995.

## Verhaal
Een jong Russisch meisje, Tatiana, wordt op de SEH achtergelaten door haar adoptiemoeder. Hathaway ontfermt over haar en later blijkt dat zij aan aids lijdt. En dit is de reden dat haar adoptiemoeder haar achtergelaten heeft, omdat zij dit emotioneel niet aan kan.
Drie cheerleaders worden binnengebracht op de SEH na het eten van chocolade met lsd. Deb eet per ongeluk ook van deze chocolade en dit geeft een andere Deb.
Dr. Kayson is blij dat Dr. Lewis hem zijn leven heeft gered en uit dankbaarheid wil hij haar uit eten nemen. Dr. Lewis is bang dat er meer achter deze uitnodiging zit.
Politieagent Grabarsky rijdt een hond aan en vraagt het personeel van de SEH om de hond te redden.

## Rolverdeling

### Hoofdrol
- Anthony Edwards - Dr. Mark Greene
- George Clooney - Dr. Doug Ross
- Sherry Stringfield - Dr. Susan Lewis
- Eriq La Salle - Dr. Peter Benton
- Sam Anderson - Dr. Jack Kayson
- Noah Wyle - John Carter
- Ming-Na Wen - Deb Chen
- Julianna Margulies - verpleegster Carol Hathaway
- Conni Marie Brazelton - verpleegster Connie Oligario
- Vanessa Marquez - verpleegster Wendy Goldman
- Yvette Freeman - verpleegster Haleh Adams
- Deezer D - verpleger Malik McGrath
- Ellen Crawford - verpleegster Lydia Wright
- Gloria Reuben - Jeanie Boulet
- Abraham Benrubi - Jerry Markovic
- Emily Wagner - ambulanceverpleegkundige Doris Pickman

### Gastrol
- Zachary Browne - Jake Leeds
- Lisa Zane - Diane Leeds
- Beah Richards - Mae Benton
- Mike Genovese - politieagent Al Grabarsky
- Milana Vayntrub - Tatiana
- Meg Foster - Mrs. Rose
- Eda Reiss Merin - Mrs. Heizer
- Steve Eastin - Lorenzo
- John F. O'Donohue - Mr. Goodwin
- Donna Ponterotto - Pearl
- Valeri Ross - McGillis
- Robin Pearson Rose - Lois

en vele andere